# Daniel Zaïdani
Daniel Zaïdani, né le 14 mai 1975 à Marseille, est un homme politique français. Il est président du conseil général de Mayotte de 2011 à 2015.

## Biographie

### Études
Il obtient son baccalauréat à Mayotte en 1995, puis suit des études d'économie à Pau, où il décroche un DESS d'études économiques.

### Parcours politique
En mars 2011, il est élu conseiller général de Mayotte sans étiquette dans le canton de Pamandzi. Il est élu président du conseil général de Mayotte dans la foulée, succédant à Ahmed Attoumani Douchina (UMP). À 35 ans, il devient le plus jeune président de conseil général en France.
En vue de l'élection présidentielle de 2012, il soutient François Bayrou.
Il perd sa majorité le 15 août 2012, les membres du NEMA ayant rallié les membres de l'UMP. Il regagne sa majorité le 20 août, quatre conseillers généraux de l'opposition choisissant de le rejoindre.
En mars 2015, il est élu conseiller départemental dans le canton de Pamandzi sous l'étiquette divers droite, en tandem avec Soihirat El Hadad,,,.
Candidat aux élections législatives de 2017 dans la première circonscription de Mayotte, il arrive en quatrième position du premier tour avec 13,4 % des suffrages exprimés, ce qui ne lui permet pas d'accéder au second tour. Lors de l’élection partielle de 2018, il obtient 12,2 %.
En décembre 2021, il annonce son soutien à Marine Le Pen en vue du premier tour de l’élection présidentielle de 2022.

### Affaires judiciaires
Le 10 juin 2013, il est interpellé à son arrivée de La Réunion et mis en garde à vue pour détournements de fonds publics et favoritisme, dans une affaire d'emplois fictifs,,,.
En octobre 2021, il est condamné en première instance à 80 000 euros d'amende et cinq ans d'inéligibilité pour prise illégale d'intérêt.